# Матвейцево (Вологодская область)
Матвейцево — деревня в Междуреченском районе Вологодской области.
Входит в состав Сухонского сельского поселения (с 1 января 2006 года по 8 апреля 2009 года входила в Враговское сельское поселение), с точки зрения административно-территориального деления — в Враговский сельсовет.
Расстояние до районного центра Шуйского по автодороге — 5,8 км. Ближайшие населённые пункты — Козланга, Подкурново, Ропотово, Борщевка, Середнево.
По переписи 2002 года население — 21 человек (7 мужчин, 14 женщин). Всё население — русские.